# 強納森·丁漢
強納森·丁漢（Jonathan Tinhan），是一名法國足球運動員，現今效力於法國甲組足球聯賽的蒙彼利埃足球俱樂部。在這之前，他效力於法國格洛堡足球會。

## 外部連結
- 國際足球數據庫 （页面存档备份，存于）